# Stanisławka (obwód charkowski)
Stanisławka (ukr. Станіславка) – wieś na Ukrainie, w obwodzie charkowskim, w rejonie kupiańskim. W 2001 liczyła 37 mieszkańców, spośród których 29 posługiwało się językiem ukraińskim, a 8 rosyjskim.